# 팔부신장
팔부신장(八部神將)은 불법을 수호하는 여덟 수호신이다. 여덟이기 때문에 팔부중(八部衆)이라고도 부르며, 천(天) ·용(龍)을 으뜸으로 치기 때문에 천룡팔부(天龍八部) 또는 천룡팔부중이라고도 부른다. 다만 실제로 여덟 명은 아니며, 여덟 가지 존재라고 보는 쪽이 더 정확하다.

## 출전
팔부신장에 관한 기록은 《법화경》 등의 대승 불교 경전에서 나타난다. 주로 사천왕과 함께 묘사된다.

## 여덟 신장

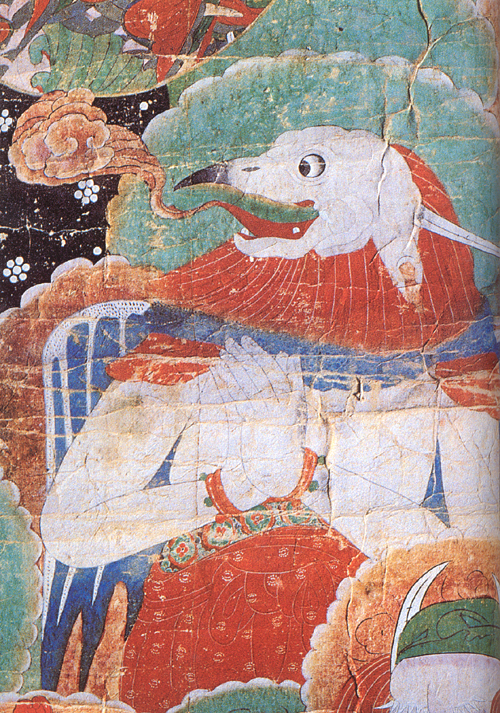
긴나라 : 가무의 신

- 천(天) : 천계에 사는 여러 신. 천계는 욕계, 색계, 무색계의 3계의 27천으로 구분되며, 그 으뜸은 도리천이다. 27천에는 각각의 천(天)이 존재하는데, 최고의 천(天)은 도리천의 주인인 제석천이다.
- 나가 또는 용(龍) : 물 속에 살면서, 바람과 비를 다스리는 수호신이다. 8대 용신 등으로 불린다.
- 야차(夜叉)
- 건달바(乾闥婆) : 천상의 물 소마(Soma)를 지키는 신. 향만 먹으므로 식향(食香)이라고도 불린다.
- 아수라(阿修羅)
- 가루라(迦樓羅) : 금시조(金翅鳥)
- 긴나라(緊那羅)[1] : 가무의 신.
- 마후라가(摩睺羅迦) : 사람의 몸, 뱀의 머리를 가진 음악의 신이다. 땅속의 귀신을 쫓아내는 일을 한다.

## 의의와 평가
천룡팔부는 소승불교에서는 받아들이지 않은 대승불교의 신중이다. 즉, 불교의 대승화(大乘化) 단계에서 인도 각지에서 신봉되던 재래신들을 대거 받아들여 부처를 따르는 불교의 권속(眷屬)으로 포섭한 것을 잘 보여주는 좋은 예이다.

## 같이 보기
- 27천 - 27천에 6욕천이 더해져 33천이 된다.